# هوغو بي راش
هوغو بي راش (بالإنجليزية: Hugo P. Rush) هو ضابط أمريكي، ولد في 13 سبتمبر 1900، وتوفي في 1 فبراير 1979.